# Precinct d'Albion no 3
Le precinct d'Albion n° 3 est un precinct électoral du comté d'Edwards dans l'Illinois, aux États-Unis. En 2010, ce precinct comptait une population de 653 habitants.

## Source de la traduction
- (es) Cet article est partiellement ou en totalité issu de l’article de Wikipédia en espagnol intitulé « Distrito electoral de Albion n.º 3 » (voir la liste des auteurs).